# ANTI ANTI GENERATION TOUR 2019
『ANTI ANTI GENERATION TOUR 2019』（アンティ アンタイ ジェネレーション ツアー）は、RADWIMPSのライブ映像作品。2020年3月18日にリリースされた。

## 概要
RADWIMPSは、2018年12月12日に9作目となるスタジオ・アルバム『ANTI ANTI GENERATION』をリリースし、翌2019年の6月8日にはツアー「ANTI ANTI GENERATION TOUR 2019」をスタートさせた。同ツアーでは、6月22日・6月23日にバンド初となるスタジアム単独公演をZOZOマリンスタジアムで開催したほか、追加公演として8月27日、8月28日、8月29日に横浜アリーナ公演を行うなど、全国11ヶ所で20公演を行った。
本作には、ツアー最終公演となった8月29日の公演の模様を収録しており、特典としてツアーのドキュメンタリー映像が収録されている。
また、ツアーのうち、ZOZOマリンスタジアム公演・マリンメッセ福岡公演・横浜アリーナ公演にはそれぞれゲストが出演した。本作には本編にあいみょん、タイタン・ゾンビーズ（タブゾンビを中心に結成されたホーン隊）がゲスト出演している様子が収録されているが、それに加え、Taka（ONE OK ROCK）、Miyachi、タイタン・ゾンビーズ、三浦透子が参加したライブ映像も特典として収録される。
初日の長野公演では「HOCUSPOCUS」が、ZOZOマリンスタジアム2日目公演では「透明人間18号」「トレモロ」が、数カ所で「ブレス」「夜の淵」が、一部公演のアンコールでは「前前前世 (movie ver.)」「有心論」などが歌われているが、映像収録はされていない。
ツアー日程
《》内はゲスト
- 6月8日 - 長野県 長野ビッグハット
6月9日 - 長野県 長野ビッグハット
6月14日 - 徳島県 アスティとくしま
6月22日 - 千葉県 ZOZOマリンスタジアム《タイタン・ゾンビーズ》
6月23日 - 千葉県 ZOZOマリンスタジアム《タイタン・ゾンビーズ》
6月29日 - 沖縄県 沖縄コンベンションセンター展示棟
6月30日 - 沖縄県 沖縄コンベンションセンター展示棟
7月5日 - 和歌山県 和歌山ビッグホエール
7月9日 - 大阪府 大阪城ホール
7月10日 - 大阪府 大阪城ホール
7月20日 - 北海道 真駒内セキスイハイムアイスアリーナ
7月27日 - 宮城県 宮城セキスイハイムスーパーアリーナ(グランディ・21)
7月28日 - 宮城県 宮城セキスイハイムスーパーアリーナ(グランディ・21)
8月2日 - 岡山県 コンベックス岡山
8月3日 - 岡山県 コンベックス岡山
8月13日 - 福岡県 マリンメッセ福岡《タイタン・ゾンビーズ》
8月14日 - 福岡県 マリンメッセ福岡《タイタン・ゾンビーズ》
8月27日 - 神奈川県 横浜アリーナ《Taka / タイタン・ゾンビーズ》
8月28日 - 神奈川県 横浜アリーナ《三浦透子 / Miyachi / タイタン・ゾンビーズ》
8月29日 - 神奈川県 横浜アリーナ《あいみょん / タイタン・ゾンビーズ》

### 先行上映
2020年1月23日から1月26日にかけては、本作の本編映像の先行上映が、「ANTI ANTI GENERATION TOUR 2019 the Film」と題して全国47都道府県の映画館で行われた。

## 収録曲
| #   | タイトル                                       | 作詞 | 作曲・編曲 |
| --- | ---------------------------------------------- | ---- | ---------- |
| 1.  | 「Anti Anti Overture」                         |      |            |
| 2.  | 「tazuna」                                     |      |            |
| 3.  | 「NEVER EVER ENDER」                           |      |            |
| 4.  | 「ギミギミック」                               |      |            |
| 5.  | 「カタルシスト feat.タイタン・ゾンビーズ」     |      |            |
| 6.  | 「万歳千唱」                                   |      |            |
| 7.  | 「謎謎」                                       |      |            |
| 8.  | 「アイアンバイブル feat.タイタン・ゾンビーズ」 |      |            |
| 9.  | 「I I U」                                      |      |            |
| 10. | 「そっけない」                                 |      |            |
| 11. | 「洗脳」                                       |      |            |
| 12. | 「PAPARAZZI〜＊この物語はフィクションです〜」  |      |            |
| 13. | 「おしゃかしゃま」                             |      |            |
| 14. | 「DARMA GRAND PRIX」                           |      |            |
| 15. | 「TIE TONGUE feat.タイタン・ゾンビーズ」       |      |            |
| 16. | 「泣き出しそうだよ feat.あいみょん」           |      |            |
| 17. | 「IKIJIBIKI」                                  |      |            |
| 18. | 「君と羊と青」                                 |      |            |
| 19. | 「いいんですか?」                              |      |            |
| 20. | 「愛にできることはまだあるかい」               |      |            |
| 21. | 「正解（アンコール）」                         |      |            |
| 22. | 「DADA（アンコール）」                         |      |            |
| 23. | 「会心の一撃（アンコール）」                   |      |            |

## 特典映像
ゲストとの共演映像および、ドキュメント映像が収録される。
- IKIJIBIKI feat.Taka（2019年8月27日・横浜アリーナ）
- TIE TONGUE feat.Miyachi, タイタン・ゾンビーズ（2019年8月28日・横浜アリーナ）
- グランドエスケープ feat.三浦透子（2019年8月28日・横浜アリーナ）
- Documentary of ANTI ANTI GENERATION TOUR 2019